# Solanum sect. Solanum
Solanum sect. Solanum es una sección del género Solanum. Incluye las siguientes especies.

## Especies
- Solanum americanum Mill.
- Solanum caesium Griseb.
- Solanum chenopodioides Lam.
- Solanum cochabambense Bitter
- Solanum douglasii Dunal
- Solanum forsteri Seem.
- Solanum furcatum Dunal
- Solanum interius Rydb.
- Solanum memphiticum J. F. Gmel.
- Solanum nigrescens M. Martens & Galeotti
- Solanum nigrum L.
- Solanum opacum A. Braun & C. D. Bouché
- Solanum palitans C. V. Morton
- Solanum pallidum Rusby
- Solanum physalifolium Rusby
- Solanum pilcomayense Morong
- Solanum pseudogracile Heiser
- Solanum ptychanthum Dunal
- Solanum radicans L. f.
- Solanum retroflexum Dunal
- Solanum sarrachoides Sendtn.
- Solanum scabrum Mill.
- Solanum triflorum Nutt.
- Solanum tripartitum Dunal
- Solanum villosum Mill.